# Pyhäselkä
Pyhäselkä is een voormalige gemeente in het Finse landschap Pohjois-Karjala. De gemeente had een oppervlakte van 280 km² en telde 7289 inwoners in 2003.
In 2009 werd Pyhäselka bij Joensuu gevoegd.